# Российско-Таджикский (Славянский) университет

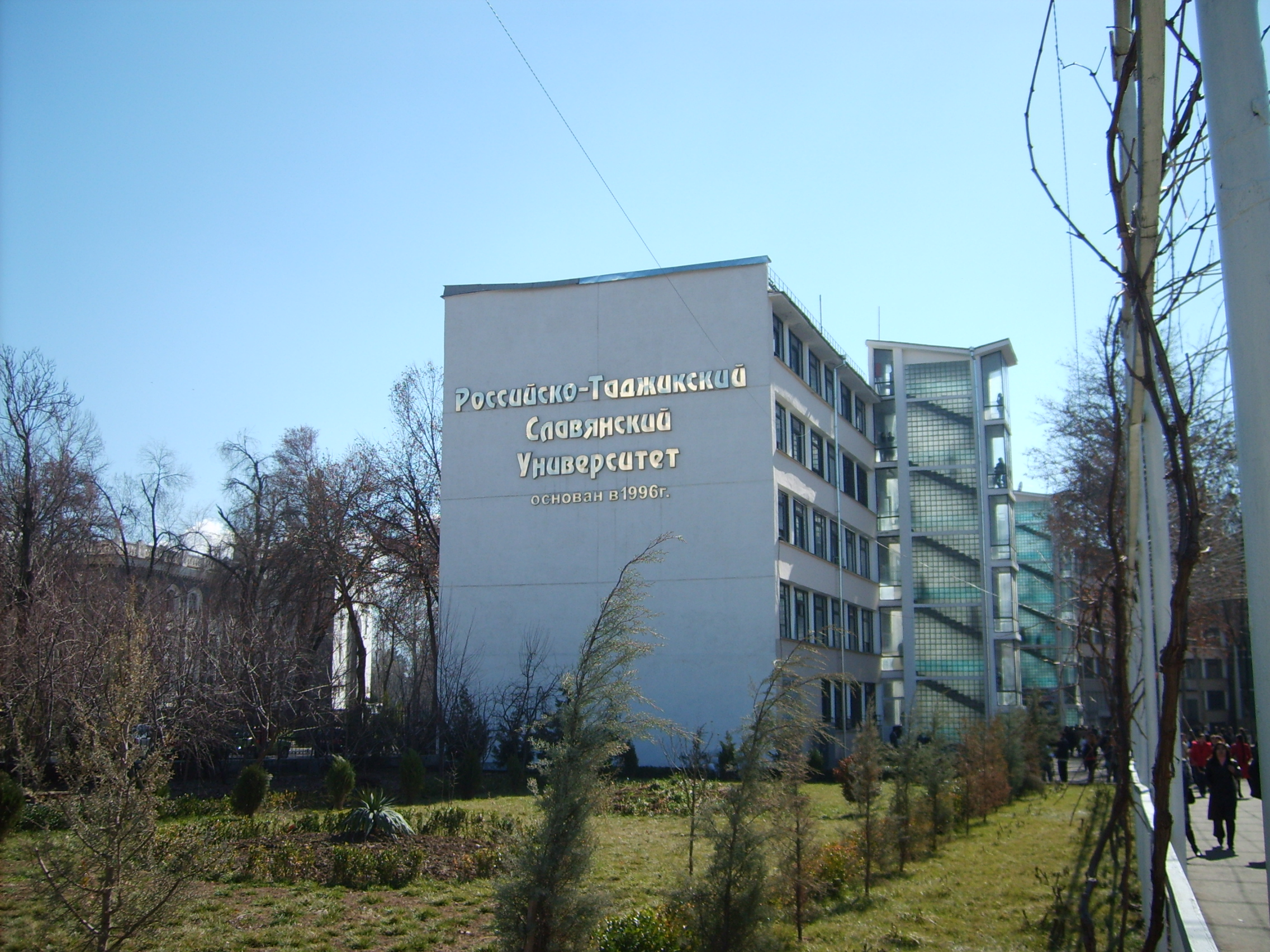
Университетский корпус в 90-х и начале 2000-х годов

Российско-таджикский (славянский) университет (РТСУ) — межгосударственное образовательное учреждение высшего профессионального образования.
Находится в совместном ведении Республики Таджикистан и Российской Федерации. Расположен в Душанбе. Пользуется статусом государственных университетов Российской Федерации и Республики Таджикистан.

## История
Учреждён 5 апреля 1996 года Постановлением Правительства Республики Таджикистан № 141 в соответствии с Договором о дружбе и сотрудничестве между Российской Федерации и Республики Таджикистан от 25.05. 1993 года. Учредителями являются Правительство Российской Федерации и Правительство Республики Таджикистан. РТСУ задумывался как центр российского образования, науки и культуры в Таджикистане и регионе Центральной Азии в целом. Его основополагающая миссия – подготовка высококвалифицированных, конкурентоспособных специалистов, которые осознают значимость неразрывных связей с Россией для Таджикистана.  Подготовка специалистов осуществляется по образовательным программам, соответствующим Государственным образовательным стандартам, установленным в Российской Федерации.
В 1996 году подготовка специалистов осуществлялась на двух факультетах университета — гуманитарном и экономико-правовом (до 1997 г. 
Уже через год обучение в университете проводилась на 3 факультетах: филологическом, экономическом, историко-правовом. В сентябре 2000 г. историко-правовой факультет был разделён на факультет истории и международных отношений и юридический. 
В августе 2016 г. на церемонии открытия нового корпуса университета Президент Таджикистана Эмомали Рахмон, в своём выступлении отметил что за прошедшие годы в РТСУ было подготовлено более 12 тысяч специалистов
В настоящий момент в структуре РТСУ функционируют 6 факультетов, которые включают в себя 33 кафедры. В университете готовят кадры по 46 направлениям и на всех уровнях обучения: бакалавриат, магистратура, специалитет, аспирантура, докторантура.
В РТСУ реализуются совместные образовательные программы в рамках сетевых университетов СНГ и ШОС:
- Сетевой университет СНГ: 5 совместных магистерских программ (РУДН, МГИМО, НГУ).
- Университет ШОС: 2 совместные магистерские программы (РУДН, УрФУ, АлтГУ, ДУИЯ3).
- Совместная немецкоязычная магистерская программа по журналистике «Культура и медиа» (Дрезденский технический университет ).[2]

Также в структуре университета функционирует различные центры: Центр русского языка и культуры, Центр тестирования по русскому языку, Институт повышения квалификации учителей русского языка и литературы, Центр таджикского языка и культуры, Центр корейского языка и культуры, Центр японского языка и культуры, Центр обучения 1С-бухгалтерии, Ресурсный центр по туризму, Междисциплинарный центр региональных исследований Центральной Азии.
В РТСУ осуществляется подготовка по 19 направлениям бакалавриата, 30 направлениям магистратуры по 66 образовательным программам По окончании вручается диплом бакалавра и специалиста, который соответствует государственным стандартам Российской Федерации. В аспирантуре РТСУ ведётся подготовка научно-педагогических кадров по 19 специальностям:

## Рейтинги университета
Согласно рейтингу Агентства по надзору в сфере образования и науки при президенте Таджикистана, в 2022 г. РТСУ занял третье место среди 34 вузов Таджикистана по 36 научно-образовательным показателям. По Международному рейтинговому справочнику колледжей и университетов мира «uniRank» университет занимает второе место в рейтинге 10 лучших высших учебных заведений Таджикистана.

## Факультеты

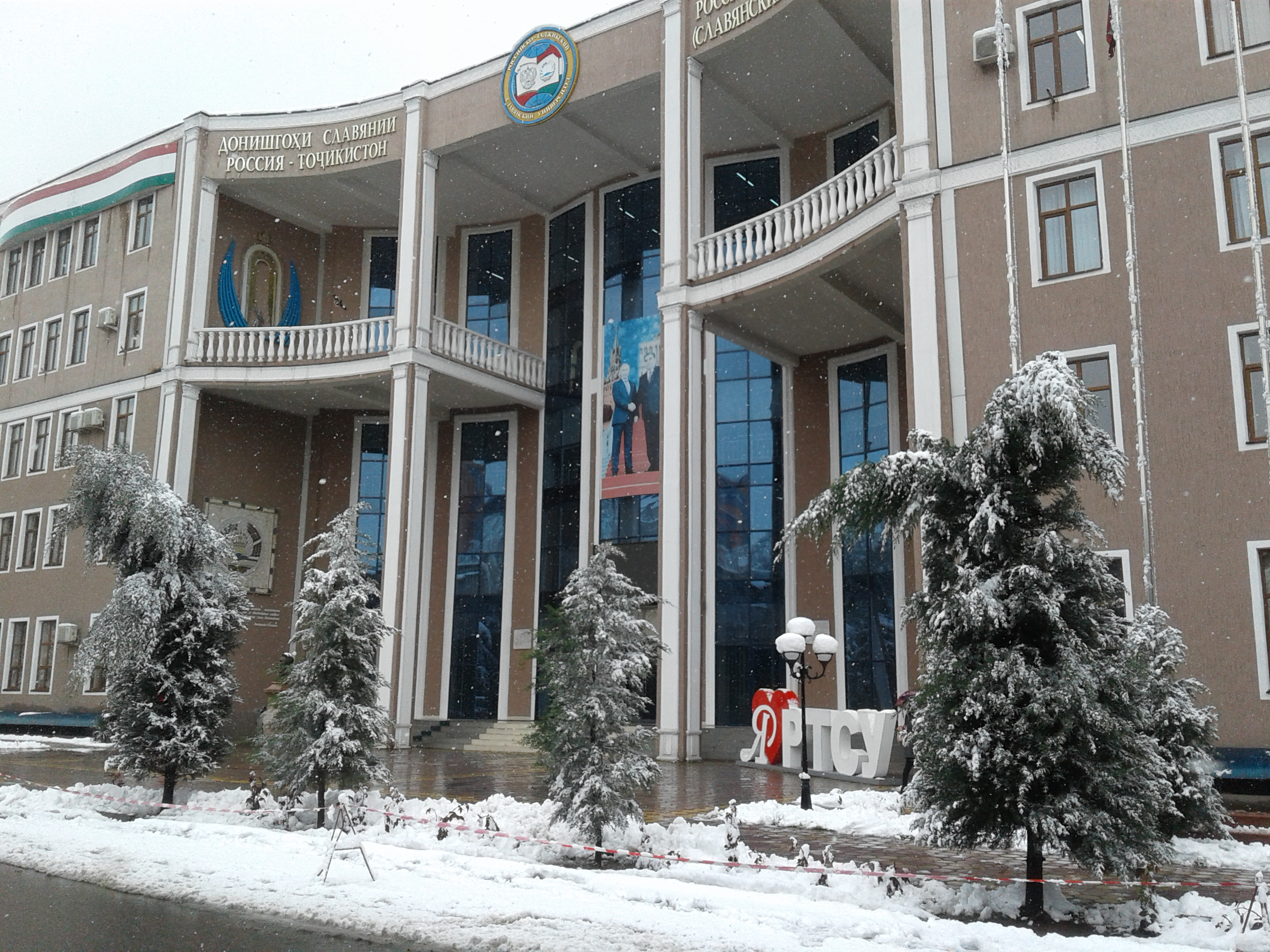
РТСУ, Главный корпус

В состав университета входят 6 факультетов:
- Факультет русской филологии, журналистики и медиатехнологий.
- Факультет иностранных языков
- Факультет истории и международных отношений
- Естественно-научный факультет
- Факультет экономики и управления
- Юридический факультет [6]

### Международные связи и обучение иностранцев
РТСУ является членом 7 международных ассоциаций и консорциумов. В 2021 г. университет имел 172 соглашения с зарубежными университетами
и другими научно – образовательными организациями России, стран СНГ, Азии и Европы. В 2021 году было заключено 11 соглашений с университетами России и Узбекистана. Количество иностранных студентов в университете в 2017–2021 гг. выросло на 53,3 % (с 210 до 322 обучающихся) и их доля от общего количества студентов в 2021 г. составила 4,97 %.

## Факты
- За последние несколько лет в Таджикистане, наряду с Российско-Таджикским (Славянским) университетом, начали функционировать филиалы московских вузов — МГУ имени М. В. Ломоносова в г. Душанбе (с 2009 г.), Национального исследовательского технологического университета «МИСиС» (c 2011 г.) и Национального исследовательского университета «МЭИ» (Московский энергетический институт) (с 2013 г.). В российских вузах (в 2015—2016 учебном году) обучалось более двадцати тысяч граждан Таджикистана, в том числе пятнадцать тысяч на квотной основе.
- Особые отношения сложились у РТСУ с Сибирским федеральным университетом (г. Красноярск). РТСУ и СФУ уже не один год проводят ряд важных мероприятий в рамках проекта «Российское пространство: наука и образование». Прежде всего, это курсы повышения квалификации для преподавателей Таджикистана. Специалисты СФУ разработали на основе авторских курсов пять новых кейсов, предназначенных для электронного обучения и удобных в использовании преподавателями благодаря особой модульной структуре и цифровому формату. [1]
- В университете действует диссертационный совет Д 737.011.01 по специальностям 10.01.10 — «Журналистика» и 10.02.20 — «Сравнительно-историческое, типологическое и сопоставительное языкознание» в области филологических наук. Также издается научный журнал «Вестник университета».